# Birinci Divizionu 2003/04
Die Birinci Divizionu 2003/04 war die zwölfte Saison der zweithöchsten Fußball-Spielklasse Aserbaidschans. Im letzten Jahr wurde wegen eines Konflikts der Vereine mit dem Verband keine Meisterschaft ausgetragen.

## Modus
Die acht Mannschaften spielten aufgeteilt in einer Hin- und einer Rückrunde jeweils zwei Mal gegeneinander. Jedes Team bestritt dabei vierzehn Saisonspiele. Die ersten drei Vereine stiegen in die Premyer Liqası auf.

## Vereine
| Verein                     | Stadt      |
| -------------------------- | ---------- |
| U-17 Nationalmannschaft    | Baku       |
| FK Karat Baku              | Baku       |
| SAF Baku                   | Baku       |
| FK Gənclərbirliyi Sumqayıt | Sumqayıt   |
| FK Göyazan Qazax           | Qazax      |
| FK Energetik Mingəçevir    | Mingəçevir |
| Siyəzən-Broyler FK         | Siyəzən    |
| Lider-Qarabağ Ağdam        | Ağdam      |

## Abschlusstabelle
| Pl. | Verein                         | Sp. | S  | U | N  | Tore    | Diff. | Punkte |
| --- | ------------------------------ | --- | -- | - | -- | ------- | ----- | ------ |
| 1.  | FK Gənclərbirliyi Sumqayıt (N) | 14  | 12 | 2 | 0  | 058:700 | +51   | 38     |
| 2.  | FK Göyazan Qazax (N)           | 14  | 9  | 4 | 1  | 021:600 | +15   | 31     |
| 3.  | FK Karat Baku (N)              | 14  | 10 | 0 | 4  | 039:120 | +27   | 30     |
| 4.  | FK Energetik Mingəçevir (N)    | 14  | 9  | 1 | 4  | 026:900 | +17   | 28     |
| 5.  | SAF Baku (N)                   | 14  | 5  | 0 | 9  | 017:380 | −21   | 15     |
| 6.  | U-17 Aserbaidschan (N)         | 14  | 2  | 2 | 10 | 018:460 | −28   | 08     |
| 7.  | Siyəzən-Broyler FK (N)         | 14  | 2  | 1 | 11 | 008:320 | −24   | 07     |
| 8.  | Lider-Qarabağ Ağdam (N)        | 14  | 2  | 0 | 12 | 012:490 | −37   | 06     |

| (N) | Neuling |